# Mikke Bjerk
Mikke Bjerk, właśc. Jan Mikke Bjerk (ur. 2 kwietnia 1984 w Sandnes) – norweski żużlowiec. 

## Życiorys
Reprezentant Norwegii w eliminacjach indywidualnych oraz drużynowych mistrzostw świata. Uczestnik finału indywidualnych mistrzostw Europy (Miszkolc 2006 – XI miejsce).

## Osiągnięcia
Mistrzostwa Norwegii na żużlu:
- indywidualne – 9 medali (złote – 2002, 2013, 2014, 2015; srebrne – 2005, 2006, 2012; brązowe – 2004, 2011),
- drużynowe – 10 medali (złote – 2003, 2004, 2005, 2006, 2007; srebrne – 2008, 2009, 2010, 2012; brązowy – 2001),
- par – 2 medale (złoty – 2012; srebrny – 2010).